# Gilson Varela
Gilson Monteiro Varela da Silva, hay Gilson (sinh ngày 12 tháng 5 năm 1990) là một cầu thủ bóng đá người Cabo Verde thi đấu cho Pinhalnovense.

## Sự nghiệp câu lạc bộ
Anh ra mắt chuyên nghiệp tại Giải bóng đá hạng nhất quốc gia Bồ Đào Nha cho Oriental vào ngày 15 tháng 8 năm 2015 trong trận đấu trước Vitória Guimarães B.